# Анждюк
Анждю́к (фр. Angeduc) — коммуна во Франции, находится в регионе Пуату — Шаранта. Департамент — Шаранта. Входит в состав кантона Барбезьё-Сент-Илер. Округ коммуны — Коньяк.
Код INSEE коммуны — 16014.
Коммуна расположена приблизительно в 420 км к юго-западу от Парижа, в 130 км южнее Пуатье, в 26 км к юго-западу от Ангулема.

## Население
Население коммуны на 2008 год составляло 108 человек.
| 1962 | 1968 | 1975 | 1982 | 1990 | 1999 | 2008 |
| ---- | ---- | ---- | ---- | ---- | ---- | ---- |
| 129  | 119  | 111  | 104  | 105  | 96   | 108  |

## Экономика
В 2007 году среди 70 человек в трудоспособном возрасте (15—64 лет) 56 были экономически активными, 14 — неактивными (показатель активности — 80,0 %, в 1999 году было 64,4 %). Из 56 активных работали 55 человек (33 мужчины и 22 женщины), безработной была 1 женщина. Среди 14 неактивных 4 человека были учениками или студентами, 4 — пенсионерами, 6 были неактивными по другим причинам.

## Фотогалерея

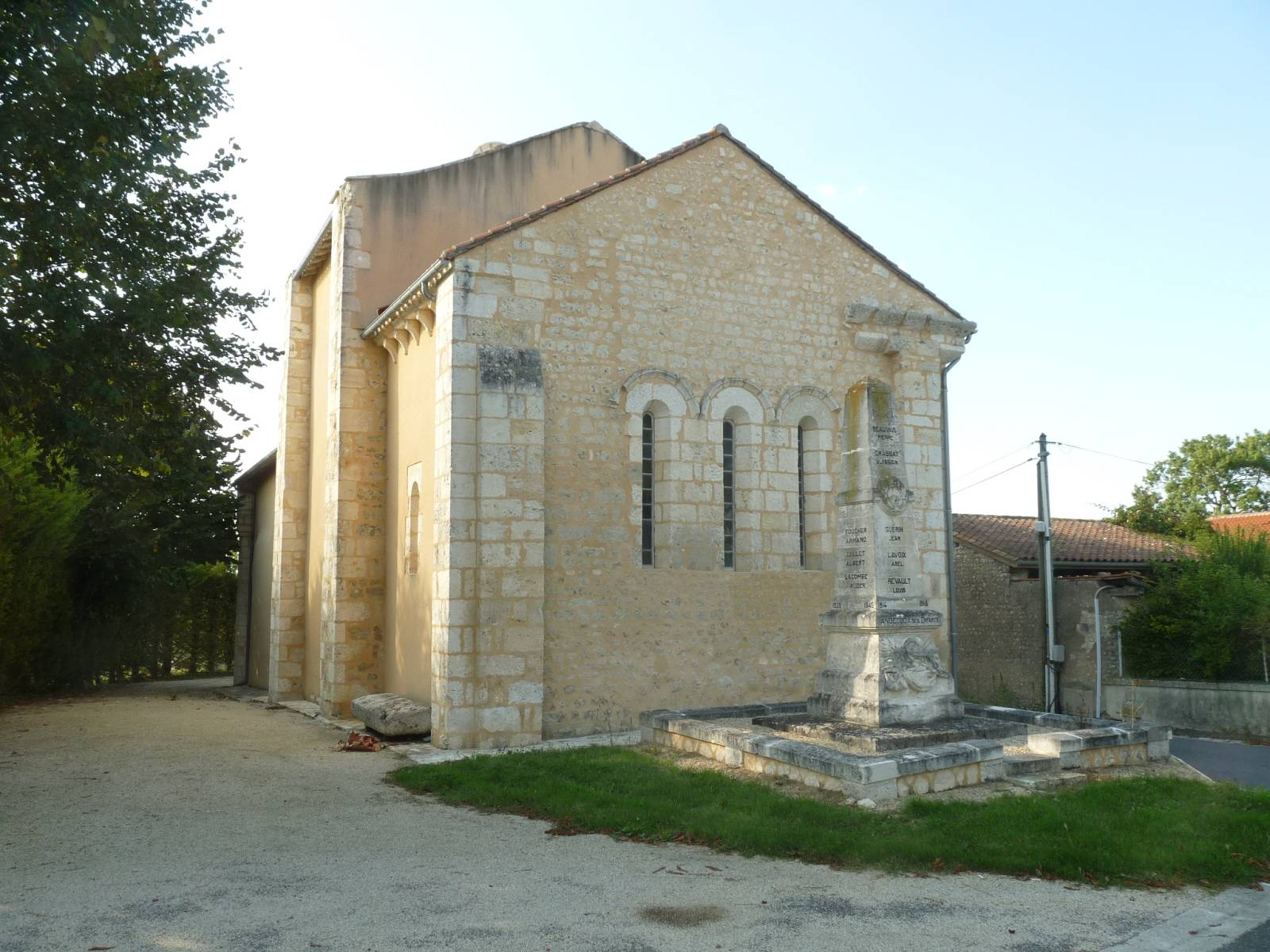
Церковь Св. Варфоломея
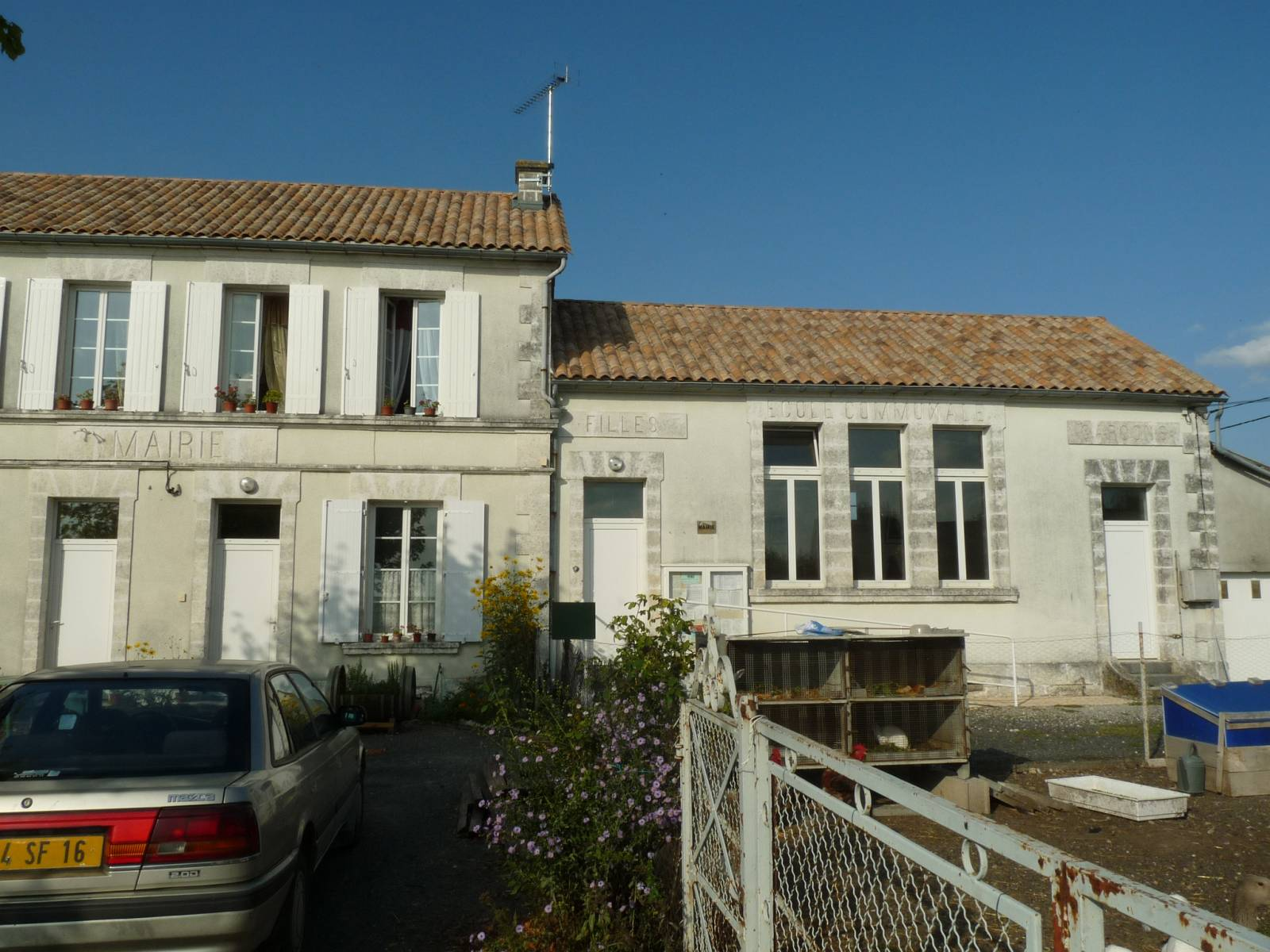
Мэрия
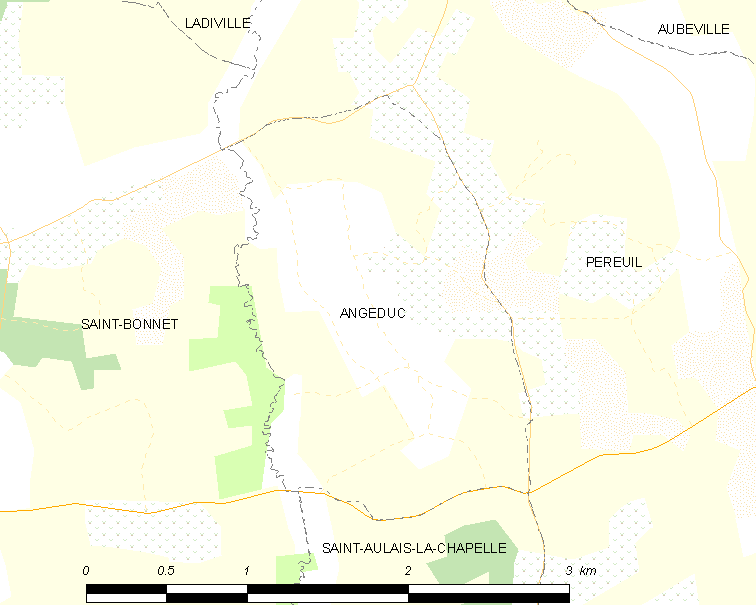
Карта коммуны